# السمح (الضليعة)

'

تعديل مصدري - تعديل

السمح هي إحدى قرى عزلة الضليعة بمديرية الضليعة التابعة لمحافظة حضرموت، بلغ تعداد سكانها 13 نسمة حسب تعداد اليمن لعام 2004.